# Lijst van burgemeesters van Koggenland
Dit is een lijst van burgemeesters van de Nederlandse gemeente Koggenland in de provincie Noord-Holland sinds haar stichting op 1 januari 2007.
| Ambtsperiode | Naam burgemeester      | Partij of stroming | Bijzonderheden                                                       |
| ------------ | ---------------------- | ------------------ | -------------------------------------------------------------------- |
| 2007-2013    | Leoni Sipkes           | GL                 | tot 15 juni 2007 waarnemend                                          |
| 2013-2019    | Rob Posthumus          | VVD                | ontslag van rechtswege wegens het bereiken van de 70-jarige leeftijd |
| 2019-2020    | Jan Franx              | VVD                | waarnemend                                                           |
| 2020-2025    | Monique Bonsen-Lemmers | D66                | [ 5 ]                                                                |
| 2025-heden   | Pieter van Maaren      | CDA                | waarnemend                                                           |